# Korozja biologiczna

Korozja elektrochemiczna stali w warunkach beztlenowych z udziałem bakterii redukujących siarczany (BRS)

Korozja biologiczna - proces korozji materiału (metalu lub niemetalu), w którym istotną rolę odgrywa działanie organizmów żywych (często bakterii). Zarówno beztlenowce jak i bakterie używające tlen mogą powodować korozję biologiczną.
Na przykład, bakterie mogą powodować przemianę węglanów w azotany, przez co wapień się kruszy i rozpada na proszek. Inny przykład to utlenianie siarczków (w obecności tlenu rozpuszczonego w wodzie), często z produkcją kwasu siarkowego. Inne bakterie redukują w środowisku beztlenowym siarczany do siarkowodoru i siarczków, co przyczynia się do niebezpiecznej korozji niektórych metali, w tym np. stali nierdzewnej. Beztlenowe bakterie redukujące siarczany inicjują i przyspieszają elektrochemiczną korozję kadłubów statków morskich, platform wiertniczych i podziemnych rurociągów. Mchy i glony wytwarzają agresywne substancje np. kwasy humusowe, które potrzebują wilgoci, przez co pną się po kamieniu i próbują dostać się do głębszych warstw powodując powolne rozkruszanie. Niszczenie zębów pod osadami nazębnymi może również służyć za przykład korozji biologicznej.
W przemyśle, na korozję bakteryjną narażone są często wymienniki ciepła, instalacje rurowe, zbiorniki wodne itp. Bakterie mogą tworzyć osady na metalowych ścianach, pod którymi wytwarza się korozyjne (czasem bardzo korozyjne) środowisko.